# Letalo za zgodnje opozarjanje
Letalo za zgodnje opozarjanje in kontrolni center tudi leteči radar (ang. AEW&C -  Airborne Early Warning & Control, kdaj tudi AWACS) je vrsta vojaškega letala, ki se uporablja za zaznavanje letal, helikopterjev, ladij in tudi kopenskih vozil na dolge razdalje. Poleg tega se uporablja kot poveljniški/kontrolni center za koordinacijo delovanja bojne skupine, lahko pa tudi za iskanje ter reševanje. V nekaterih primerih se za AEW&C uporabljajo tudi helikopterji npr. britanski Westland Sea King ali pa zračne ladje. Oznaka AWACS (Airborne Warning And Control System) je ime za specifični sistem, nameščen na letalih Boeing E-3 Sentry in na japonskem E-767. Letala AEW&C se lahko uporabljaja tako za ofenzivne, kot tudi defenzivne operacije. Poleg tega je leteči radar mobilen in tako težja tarča za sovražnika.
Leteči radar ima prednost, ker lahko zaradi velike višine leta (10 km) zazna tarče precej dlje od zemeljskega radarja. Radarski žarki lahko potujejo samo naravnost, ne morejo slediti ukrivljenosti Zemlje. Tarče pod obzorjem so nevidne tako za leteče kot za zemeljske radarje, je pa obzorje za leteči radar precej dlje.
Moderna AEW&C letala lahko zaznajo letala do 400 kilometrov daleč, precej več od dosega raket zemlja-zrak. Eno letalo na višini leta 9.100 metrov lahko pokriva 312.000 km2 veliko območje. Tri taka letala lahko torej pokrivajo vso Srednjo Evropo.
V zračnih dvobojih lahko letala AEW&C delijo radarsko sliko z lovci. S tem povečajo doseg zaznave in naredijo lovska letala manj opazna, ker ni treba več uporabljati radarjev na lovcih.